# Vladimir Cazacliu
Vladimir Cazacliu (n.  1887, Cușelăuca, Basarabia – d. 1950, București) student, politician român, membru al Sfatului Țării.

## Familie
Familia Cazacliu a jucat un rol important la Marea Unire; Ion Cazacliu a fost unchiul lui Vladimir, iar Grigorie Cazacliu a fost fratele său.

## Studii
A făcut studiile secundare în Chișinău, apoi este student la Institutul Politehnic, precum și la Universitatea din Kiev, secția agricolă.

## Activitatea politică
În anul 1917, îmoreună cu Vlad Bogos, M. Mihailovici-Rouă-de Deal, cu sublocotenentul V. Cecatti și N. Grosul ( viitor deputat în Sfatul Țării) , plus un grup de ardeleni foști prizonieri, reorganizează Cercul Studențesc de Moldoveni din Kiev. Acest Cerc declară că va lupta pentru ca învățământul din școlile din Basarabia să se facă în limba maternă și pentru ca slujbele în biserici să fie în limba poporului. La 3 aprilie 1917, când în redacția ziarului Cuvânt moldovenesc ia ființă Partidul Național Moldovenesc de sub președinția lui Pavel Gore, va face parte dintre membrii conducerii acestui partid.
A făcut parte din Partidul Național Democrat, fracțiunea Bloc Moldovenesc. Pentru Sfatul Țării a fost delegat de formațiile studențești din Kiev și Odesa, pentru locurile moldovenilor de peste Nistru.

## Sfatul Țării
Vladimir Cazacliu a fost membru al Sfatului Țării, Parlamentul Moldovei între 1917 și 1918. La data de 27 martie 1918 Vladimir Cazacliu (precum Ion și Grigore) a votat Unirea Basarabiei cu România. În cadrul Sfatului Țării a fost membru în Comisia pentru interpretări.

## Galerie de imagini

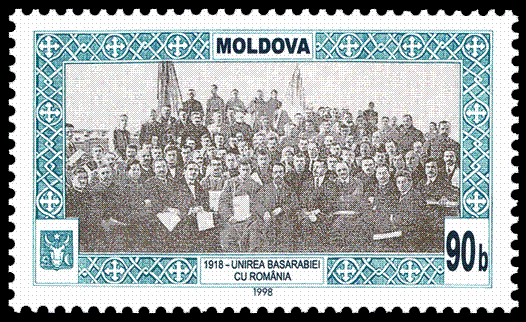
Timbru emis de Republica Moldova, 1998

## Vezi și
- Sfatul Țării
- Lista membrilor Sfatului Țării